# Midsona

Midsona AB (tidigare: AB Wilh. Sonesson respektive Midelfart Sonesson AB) är ett svenskt börsnoterat (Nasdaq Nordic: MSON A) företag som utvecklar, tillverkar och marknadsför produkter inom områdena kost och hälsa, naturläkemedel, förkylning samt hygien. Företaget har säte i Malmö.
Största ägare är Stena Adactum AB som innehar 28,16 procent av rösterna i bolaget.

## Varumärken
Midsonas största varumärken är Kung Markatta, Friggs och Urtekram.

## Historik
Grossisten Wilhelm Sonesson bildade 1892 tillsammans med Nils Winkler firman Wilh. Sonesson & Co (sedermera ombildad till aktiebolag) som ett grossist- och handelsbolag inom verkstadsindustrin, beläget på Stortorget i Malmö. Ett stort antal ännu börsnoterade industribolag har under åren grundats av Wilh. Sonesson AB.
Bolaget noterades 1971 på Stockholms Fondbörs. 1983 köptes läkemedelsföretaget Leo från en dansk ägare. I samband med köpet inträffade den så kallade Leo-affären. 1985 lade Refaat El-Sayed via Fermenta ett bud på AB Wilh. Sonesson för att komma åt Leo, men budet gick om intet i början av 1986 efter att affären med El-Sayeds falska doktorshatt rullades upp. Istället köptes majoriteten av företaget våren 1986 av Volvo-koncernen, och avnoterades från börsen, samtidigt som likaledels skånska Cardo köptes. Efter köpen styckades Wilh. Sonesson av Volvo. Wilh. Sonessons tre affärsområden inom mekanisk industri, inriktade på pumpar, garagedörrar och järnvägsbromsar, fördes över till Cardo.
1995 köptes Sonesson Inredningar av Active i Malmö AB och i förvärvet ingick också namnet Wilh. Sonesson. Efter att ha köpt några bioteknikföretag bytte Active i Malmö 1997 namn till Active Biotech, och 1999 renodlades Active Biotech genom att övriga bolag samlades i det återskapade Wilh. Sonesson AB, som delades ut till Active Biotechs aktieägare. 15 juni 1999 noterades Wilh. Sonesson på Stockholmsbörsens O-lista. Sedan 2001 fokuserar bolaget på hälsoinriktad verksamhet, bland annat egenvårdsprodukter. I samband med denna renodling överfördes övriga delar av Wilh. Sonesson till Active Capital AB, som 2002 såldes till Wilh. Sonessons aktieägare via inköpsrätter.
I slutet av 2004 köptes Friggs av Semper, som då ägdes av riskkapitalbolaget Triton. 2006 öppnades huvudkontor i Malmö där bolaget också tidigare haft en tongivande roll i skånskt näringsliv. I december 2006 köpte Wilh. Sonesson företaget Midelfart och ändrade 22 januari 2007 namn till Midelfart Sonesson AB (publ), och i december till 2010 Midsona AB (publ). A- och B-aktien är noterade på Svenska aktier Small Cap.